# Правительство Швеции
Правительство Швеции (швед. Sveriges regering; до 1975 года — Государственный совет Короля, швед. Konungen i statsrådet или Государственный совет, швед. statsrådet) — национальный кабинет министров, высший исполнительный орган государственной власти Королевства Швеция.
В Конституции Швеции именуется кратко: швед. Regering — Правительство. Полная форма наименования используется только в международных договорах.
Правительство Швеции является коллегиальным органом и обладает коллегиальной ответственностью перед парламентом — Риксдагом. Состоит из премьер-министра Швеции, назначаемого и освобождаемого от должности Риксдагом, заместителя премьер-министра (вице-премьер-министра), и других членов (министров) кабинета, назначаемых и освобождаемых от должности премьер-министром, которые возглавляют профильные ведомства (министерства).
После принятия в 1974 году новой шведской Конституции, Король Швеции даже формально не признается главой исполнительной власти, и не назначает правительство и премьер-министра, не отправляет их в отставку, не назначает судей и дипломатов, не обладает правом помилования и другими, то есть не имеет тех прав, которые в многих других странах с парламентарной монархией (за исключением Японии) традиционно закрепляются конституцией за главой государства.

## Полномочия Правительства
Шведский Парламент — Риксдаг, обладает более широкими полномочиями чем Правительство, несмотря на реформу Конституции 1974 года, когда к Правительству официально перешли полномочия Короля в сфере исполнительной власти. Кабинет министров отвечает за все основные вопросы экономической, социальной и политической жизни. После принятия новой Конституции Правительство признается главой исполнительной власти и формируется на основе соотношения политических сил в Парламенте. Правительство Швеции может получить часть делегированных Риксдагом полномочий, однако, в отношении конституционных прав и свобод делегировано может быть лишь право расширять средства защиты и осуществления данных прав и свобод. Согласно Акту о свободе печати от 1974 года, Правительство получило право вводить некоторые ограничения свободы печати, если физические или юридические лица злоупотребляют этой свободой, например нарушают закон о государственной тайне.
Премьер-министр Швеции считается избранным, если против него не проголосует большинство членов парламента. Во время официального открытия сессии риксдага в сентябре Премьер-министр обычно докладывает о целях правительства на следующий год и рассказывает о приоритетах внутренней и внешней политики государства. Конституция накладывает на Правительство Швеции обязательство согласовывать все своим действия в области внешней политики с Риксдагом.
Правительство выступает в качестве Высокой договаривающейся стороны при подписании соглашений и договоров с другими государствами или международными организациями (такими как, Европейский Союз, ЮНЕСКО и др.). В большинстве других стран парламентской системой эта формальная функция обычно возлагается на главу государства.
Решения, принятые Правительством, не требуют подписи Короля, Король не присутствует на его заседаниях. Работу правительства контролирует Конституционная комиссия парламента. Обнаружив нарушение законов со стороны какого-либо министра, она вправе обратиться к Риксдагу с просьбой возбудить преследование..

## Отставка Правительства
Правительство ответственно перед Риксдагом. Риксдаг может вынести Правительству, либо Премьер-министру Швеции или министру вотум недоверия, в данном случае Правительство уходит в отставку, а на очередной сессии Парламента он назначает нового Премьер-министра страны. Однако и Правительство имеет право досрочной отставки Риксдага. На практике же ни разу не Правительство, не Парламент не использовали это право, а достигали консенсуса.

## Глава Правительства
Риксдаг назначает Премьер-министра, задача которого — сформировать правительство. Премьер-министр лично выбирает министров для своего кабинета и решает, какие министерства будут им подчиняться. Согласно Конституции, именно Правительство, а не Глава государства (монарх), уполномочено принимать государственные решения.

## Министерства
Нынешний Кабинет министров Швеции состоит из 24 министров, из них 18 представители социал-демократов и 6 представители партии зелёных. Ровно половина состава женщины.
Только нынешние министерства и офисы перечислены ниже:
- Государственные учреждения:
  - Офис Премьер-министра Швеции, объединяет Премьер-министра, заместителя Премьер-министра, Министра стратегического планирования и сотрудничества со странами Северного совета, а также Министра координации правительства и энергетики
  - Министерство иностранных дел Швеции, объединяет Министра иностранных дел, Министра международного сотрудничества и развития, Министра по делам Европейского Союза и торговле
  - Министерство юстиции Швеции, объединяет Министра юстиции и миграции, а также Министра внутренних дел
  - Министерство обороны Швеции возглавляет Министр обороны
  - Министерство здравоохранения и социального развития Швеции, объединяет Министра социального обеспечения, Министра здравоохранения и спорта, а также Министра по делам детей, пожилых людей и гендерного равенства
  - Министерство финансов Швеции, объединяет Министра финансов, Министра по финансовым рынкам и вопросам защиты прав потребителей, а также Министра по вопросам государственного управления
  - Министерство образования и исследований Швеции, объединяет Министра образования, Министра по вопросам среднего образования, образования для взрослых и обучения, а также Министра высшего образования и научных исследований
  - Министерство окружающей среды Швеции, объединяет Министра по вопросам изменения климата и окружающей среды, а также Министра энергетики
  - Министерство предпринимательства, объединяет Министр по вопросам предпринимательства и инноваций, Министра жилищного строительства и городского развития, Министра по вопросам развития инфраструктуры, а также Министр по делам сельских районов
  - Министерство культуры Швеции возглавляет Министр культуры и демократии
  - Министерство занятости Швеции возглавляет Министр по вопросам занятости населения
- Другие офисы
  - Управление по административным вопросам
  - Постоянное представительство Швеции в ЕС